# فیلم ورزشی

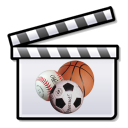
فیلم ورزشی

فیلم ورزشی (به انگلیسی: Sports film) یک نوع از ژانر فیلم محسوب می‌شود که از ورزش به عنوان مضمون فیلم استفاده می‌کند، یعنی که در آن یک رشته ورزشی یا یک رویداد ورزشی یک ورزشکار را دنبال می‌کند و به‌طور برجسته‌ای نمایش داده می‌شود و از نظر انگیزه یا تفکیک‌پذیری در طرح تا حد قابل توجهی به ورزش بستگی دارد. با این وجود ورزش در نهایت به ندرت مورد توجه اصلی چنین فیلم‌هایی قرار می‌گیرد و ورزش در درجه اول نقشی تمثیلی دارد. به علاوه طرفداران ورزش در این گونه فیلم ها لزوماً جمعیت مورد نظر نیستند اما طرفداران ورزش تمایل زیادی به این چنین فیلم هائی دارند.
اریک آر ویلیامز، فیلمنامه‌نویس و محقق، فیلم‌های ورزشی را به عنوان یکی از یازده «ابر ژانر» در طبقه‌بندی فیلمنامه نویسان خود معرفی کرده و ادعا می‌کند که همه فیلم‌های داستانی بلند را می‌توان بر اساس این ابر ژانرها طبقه‌بندی کرد. ده ژانر دیگر که وی به عنوان «ابر ژانرها» تعریف می‌کند که شامل: فیلم جنایی، فیلم فانتزی، فیلم ترسناک، فیلم عاشقانه، فیلم علمی تخیلی، برشی از زندگی، فیلم دلهره‌آور، فیلم جنگی و وسترن است.
چند نمونه از این نوع فیلم‌های ورزشی را می‌توان به جسم و روح (فیلم ۱۹۴۷)، بیلیاردباز (۱۹۶۱)، راکی (۱۹۷۶)، گاو خشمگین (۱۹۸۰)،هوزیرها (۱۹۸۶)، کیک‌بوکسور (فیلم ۱۹۸۹)، تایتنز را به یاد آور (۲۰۰۰)، مانیبال (۲۰۱۱)، سلطان (فیلم ۲۰۱۶) و فورد در برابر فراری (۲۰۱۹) اشاره کرد.